# Eleutherodactylus pictissimus
Espèce
Synonymes
- Eleutherodactylus pictissimus apantheatus  Schwartz, 1965
- Eleutherodactylus pictissimus eremus  Schwartz, 1965

Statut de conservation UICN

 VU B1ab(iii) : Vulnérable
Eleutherodactylus pictissimus est une espèce d'amphibiens de la famille des Eleutherodactylidae.

## Répartition
Cette espèce est endémique d'Hispaniola. Elle se rencontre du niveau de la mer jusqu'à 1 760 m d'altitude à Haïti dans le massif de la Hotte, la péninsule de Tiburon et la plaine du Cul-de-Sac et en République dominicaine dans la péninsule de Barahona.

## Taxinomie
Trois sous-espèces sont parfois reconnues : Eleutherodactylus pictissimus pictissimus, Eleutherodactylus pictissimus apantheatus et Eleutherodactylus pictissimus eremus.

## Publication originale
- Cochran, 1935 : New reptiles and amphibians collected in Haiti by P. J. Darlington. Proceedings of the Boston Society of Natural History, vol. 40, p. 367-376.